# چملوگبین
چَملوگَبین یک روستا در ایران است که در دهستان شال واقع شده‌است. چملوگبین ۶۸ نفر جمعیت دارد.